# Invicta FC 12
Invicta FC 12: Kankaanpää vs. Souza Foi um evento de artes marciais mistas promovido pelo Invicta Fighting Championships, ocorrido em 24 de abril de 2015 no Municipal Auditorium em Kansas City, Missouri.

## Background
Invicta FC 12: Kankaanpää vs. Souza que foi encabeçado por Katja Kankaanpää defendendo seu Cinturão Peso Palha contra Livia Renata Souza.Sijara Eubanks estava programado para lutar contra Roma Pawelek mas Pawlek foi retirada devido a uma lesão na semana do evento e foi substituída por Gina Begley.
Uma luta entre Cassie Rodish e Stephanie Skinner foi originalmente agendada, mas Skinner sofreu uma lesão na semana do show e a luta foi retirada do evento.

## Card Oficial
Pelo Cinturão Peso Palhas do Invicta FC.

## Ligações Externas
1. ↑  Cinturão Peso Palha do Invicta FC